# Христадельфіяни

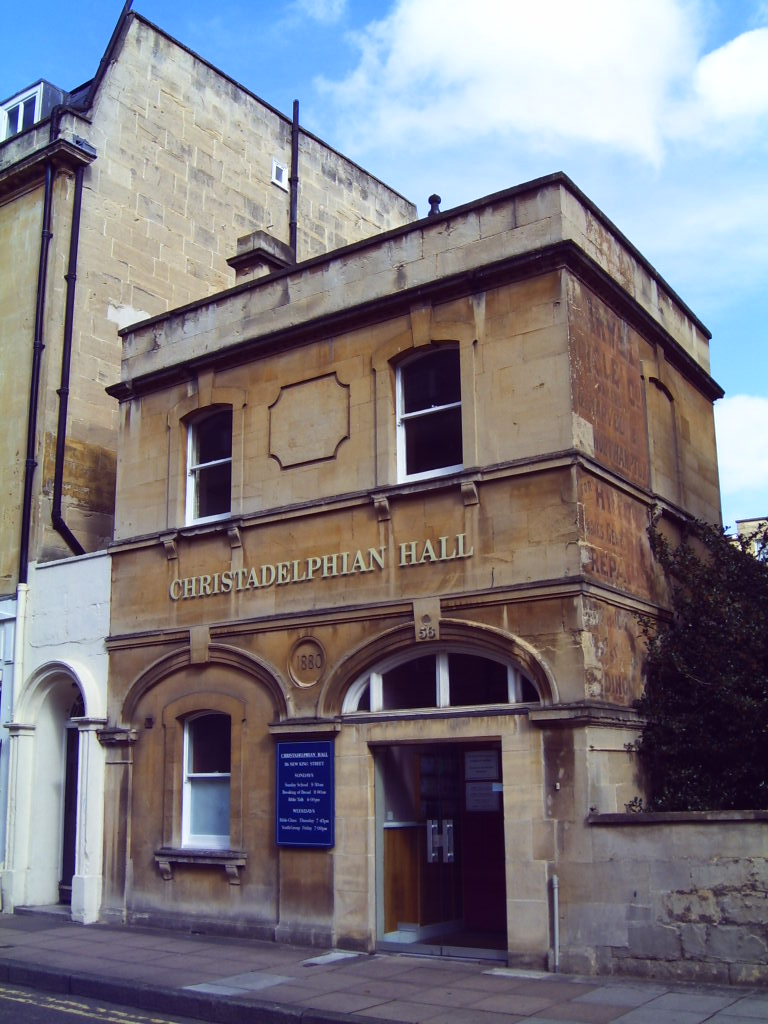
Зал Христадельфіянський в Бат, Англія

Церква Христадельфіян (з грецької браті у Христі) була заснована в 1848 р. в США, і в 1849 р. в Англії, лондонським хірургом Джоном Томасом. Члени цієї церкви не вірять у таке поняття, як «Свята Трійця», і розсипані по всьому світі, складаючи зібрання та церкви, що називаються еклесіями: Велика Британія (18,000), Австралія (9,987), Малаві (7,000), Мозамбік (5,300), США (6,500), Канада (3,375), Нова Зеландія (1,782), Кенія (1,700), Індія (1,300) і Танзанія (1,000). В цілому 55~60 тисяч.

## Основні положення віри
Головне, у що вірять Христадельфіяни, полягає у наступному:
- Біблія є надихнутим Словом Божим;
- Ісус Христос є Сином Божим, не є рівним Богу і не існував до Свого народження;
- Христос повернеться на землю та установить Царство Боже тут, на землі;
- Смерть є несвідомим станом – Христадельфіяни не вірять у безсмертя душі, вірять у воскресіння до вічного життя;
- Словом «пекло» називається просто могила;
- Хрещення повинно виконуватись дорослою людиною повним зануренням у воду.
- Святий Дух не є особистістю, а є силою Божою;
- Сатана не є особистістю, тому що це слово вміщує все погане, що можна знайти у людини.

Відрізняє христадельфіян від офіційного християнства ставлення до віри в сатану ., а головне — заперечення існування Трійці і божественної природи Христа. Христадельфіяни найчастіше піддавалися критиці за відмову визнавати Трійцю. Основні християнські церкви вважають цю течію сектанською. 
З основними положеннями Христадельфіян можна познайомитися в книзі  і 

## Обряди
Зустрічі Христадельфіян відбуваються регулярно, коли вони збираються разом для ламання хліба, згадуючи смерть Ісуса Христа. Їх зустрічі відбуваються або по домах, або у невеликих залах. Служіння на цих зібраннях відбувається просто, як це проходило на служіннях Християн першого 
століття. У них немає головного організаційного органу, а тому кожна еклесія є церквою, незалежною від інших.

## Інше
Їх співтовариство видає багато різної літератури, повний список назв якої перевищує 1000 публікацій  Приблизні підрахунки показують, що у всьому світі існує близько 50 000 Христадельфіян.